# Tibetischer Wolf
Der Tibetische Wolf, auch Himalaya-Wolf oder Mongolischer Wolf, ist eine taxonomisch umstrittene Unterart des Wolfes mit Lebensraum im Hochgebirge des Himalaya und dem angrenzenden Hochland von Tibet. Er wurde als Art im 19. Jahrhundert erstbeschrieben und anschließend entweder als Unterart oder als taxonomisch nicht abgrenzbarer Teil entweder der Art Wolf oder einiger anderer Unterarten dieser Art betrachtet, bis vor allem phylogenomische Untersuchungen der 2000er Jahre seine Eigenständigkeit wahrscheinlich machten. Bevorzugter wissenschaftlicher Name der Unterart ist Canis lupus chanco, verbreitete Synonyme sind Canis lupus laniger Hodgson, 1847, Canis lupus filchneri Matschie, 1907, Canis lupus himalayensis Aggarwal et al., 2007 (alle ursprünglich im Artrang beschrieben).

## Beschreibung
Die Unterart ist morphologisch sehr ähnlich zu den Unterarten angrenzender Gebiete, insbesondere des östlich angrenzenden China und wird vor allem aufgrund genetischer Eigenständigkeit als Unterart anerkannt. Morphologische Beschreibungen stimmen in folgenden Merkmalen überein: Die Färbung des Fells ist relativ hell, auf der Oberseite hellbraun, graubraun bis erdbraun, mit eingemischten dunkleren Haaren, immer heller als der Eurasische Wolf. Das der heutigen Namensgebung zugrunde liegende Typusexemplar, beschrieben von Gray wird sogar als gelblich charakterisiert. Diese Färbung ist an den Flanken übergehend in eine weißliche Färbung des Bauchs, der Innenseite der Beine und der Kehlregion. Selten treten als Aberration ganz schwarz gefärbte Tiere (Schwärzlinge) auf. Der Schwanz ist gleichfarben zum Rumpf. Das Fell ist dicht und langhaarig. Hodgson bemerkt eine spitze, recht schmale Schnauzenregion und auffallend große, spitze Ohren. Ihm zufolge fehle die bei den meisten Wölfen vorhandene schwarze Schwanzspitze, der Schwanz sei gleichfarben. In der Größe stimmen die Tiere mit dem Eurasischen Wolf überein, d. h. er ist größer als der Indische Wolf (Canis lupus pallipes). Castelló gibt eine Körpermasse von 22 bis 45 Kilogramm an.

## Phylogenie, Taxonomie, Systematik
Die taxonomische Stellung der Wölfe des Himalaya und Tibets gilt seit längerer Zeit als problematisch, was auch den Artenschutz stark erschwerte.
Als erster beschrieb der britische Forscher und Diplomat Brian Houghton Hodgson 1847 eine Wolfsart aus Nepal unter dem Namen Lupus laniger. Dieser Name ist aber taxonomisch ungültig (nicht verfügbar), weil Charles Hamilton Smith schon 1840 eine Rasse des Haushunds unter diesem Namen beschrieben hatte. Deshalb wird die nächstjüngere Beschreibung durch John Edward Gray 1863 (als Canis chanco) meist als Basis des Namens anerkannt. Als Herkunftsort wird die „chinesische Tatarei“ angegeben. Der Name ist abgeleitet vom örtlichen Trivialnamen (von Gray als chanco, von Hamilton als Chángú angegeben). 1903 beschrieb der deutsche Forschungsreisende Wilhelm Filchner einen Wolf von einem Ort namens Siningfu, Gansu, China, den später (1907) der Zoologe Paul Matschie ihm zu Ehren Canis filchneri benannte. Schon 1888 hatte William Thomas Blanford die Wölfe des Himalaya zu einer bloßen Varietät des Indischen Wolfs (bei ihm im Artrang, als Canis pallipes) herabgestuft. Diese Namen wurden zu verschiedenen Zeitpunkten, von verschiedenen Forschern, als gültiger wissenschaftlicher Name anerkannt. In Standardwerken, wie insbesondere im Handbook of the Mammals of the World (im Band Carnivores, erschienen 2009), wird die Unterart nicht anerkannt. Sie wird auch nicht im entsprechenden Kapitel in der zweiten Auflage im Standardwerk Wolves, durch den Taxonomen Ronald M. Nowak (nach einer eigenen Aufstellung aus dem Jahr 1995), berücksichtigt.
Im Jahr 2007 kam der indische Genetiker Ramesh Kumar Aggarwal mit Kollegen aufgrund von Untersuchungen anhand der mitochondrialen DNA von Wölfen zu dem Ergebnis, dass sich die Wölfe des Himalaya in Indien von den Wölfen des tibetischen Hochplateaus (der Unterart canis lupus chanco) genetisch unterscheiden ließen und beschrieb für die indischen Tiere eine neue Wolfsart Canis himalayensis. Dies wurde bei späteren Untersuchungen anhand umfangreicheren Materials wieder in Frage gestellt, aber der Status einer Unterart Canis lupus himalayensis anhand des Materials für möglich gehalten, dies wäre bei späteren Untersuchungen zu klären.
Um die sich aus der Nomenklatur ergebenden Schwierigkeiten zu umgehen, sind Wolfsforscher und -taxonomen auf einer Konferenz 2019 übereingekommen, bis zu einer möglichen endgültigen Klärung den wissenschaftlichen Namen Canis lupus chanco und den englischen Trivialnamen „Himalayan wolf“ zu verwenden, um auf die Wölfe des tibetanischen Plateaus und des Himalaya einzugehen. Dieser Vorschlag wurde seitdem weitgehend akzeptiert.
Problematisch ist derzeit die Abgrenzung zu den Wölfen aus der Mongolei (inklusive der chinesischen Inneren Mongolei und der Region Xinjiang). Diese wurde ebenfalls traditionell unter Grays Namen Canis lupus chanco gefasst. Andere Autoren verwandten die Namen Canis lupus campestris Dwigubski, 1804, Canis lupus desertorum Pocock, 1935 oder Canis lupus tschiliensis  Matschie, 1907 für diese Wolfssippe. Die von dort untersuchten Wölfe sind aber genetisch von denen des Hochgebirges unterscheidbar. Derzeit deuten die genetischen Daten nicht auf eine eigenständige Unterart des Wolfs in der Mongolei hin.

### Genetische Daten
Die Unterart in der heutigen Umschreibung und Abgrenzung beruht fast ausschließlich auf genetischen Daten. Wichtig sind vor allem Sequenzvergleiche homologer DNA-Abschnitte der eigenständigen mitochondrialen DNA, aber auch bestimmte Gene des Kerngenoms wurden herangezogen. Es wurde die DNA von Wölfen des Himalaya, des tibetischen Hochlands und von Regionen östlich und westlich davon verglichen, wobei sowohl Museumsmaterial wie lebende Tiere (aus Kot- und Haarproben) beprobt wurden. Dabei bildeten die Wölfe des Himalaya und Tibets eine eigenständige Klade, die sich sowohl vom eurasischen Wolf Canis lupus lupus wie vom Indischen Wolf Canis lupus pallipes unterscheiden ließ. Die Sequenzen wichen dabei so deutlich ab, dass eine Abspaltung des Tibetischen Wolfs von der gemeinsamen Stammgruppe des Indischen Wolfs und der Grauen Wölfe Eurasiens und Nordamerikas, vor deren Aufspaltung, erschlossen wurde. Nach der Methode der molekularen Uhr wurde eine Abspaltung dieser Linie vor maximal etwa 800.000 Jahren errechnet. Es gibt aber andere Untersuchungen, die auf anderen Sequenzabschnitten beruhen, die zwar die Klade bestätigen, nach denen sie aber in die Grauen Wölfe eingeschachtelt wäre. Die abweichenden Ergebnisse sind aber möglicherweise dadurch erklärbar, dass es sich bei den untersuchten Wölfen um Hybride gehandelt haben kann. Obwohl daher die meisten Wolfsforscher die Unterart akzeptieren, sind zur Absicherung weitere Untersuchungen erforderlich.

## Verbreitung und Lebensraum
Nach den genetischen Daten der Unterart zuzurechnende Wölfe stammen aus Nepal und dem tibetischen Hochplateau in der Volksrepublik China. Die Fundorte liegen durchgängig in Meereshöhen von etwa 4000 Meter und darüber. Die östlichsten Fundorte im Qilian-Shan-Gebirge und Sichuan zeigen eine Mischung mit Allelen des Grauen Wolfs und können als eine Hybridzone mit nördlich bzw. östlich angrenzenden Populationen des Grauen Wolfs interpretiert werden. Die Interpretation der Verbreitungsgrenze im Westen ist abhängig davon, ob möglicherweise Canis lupus himalayensis als eigenständige Unterart anerkannt wird oder nicht. Dies betrifft insbesondere Wölfe aus Jammu und Kashmir in Indien. Nach ökologischen Daten und Sichtbeobachtungen werden die Wölfe des indischen Himalaya und der östlich angrenzenden Region aber in der Regel zur selben Population gerechnet. Dies wird auch von den meisten Wolfsforschern und Artenschützern derzeit so akzeptiert. Wenn man die Zusammengehörigkeit anerkennt, ist der Tibetische Wolf auch in den Bundesstaaten Himachal Pradesh, Uttarakhand, Sikkim und Arunachal Pradesh verbreitet. Genetische Daten aus diesen Regionen liegen nicht vor (die genetischen Analysen der indischen Wölfe stammen von Zootieren). Daten aus dem Himalaya in Pakistan liegen derzeit überhaupt keine vor. Die indische Zoobehörde (Central Zoo Authority) selbst führt die in indischen Zoos gehaltenen Hochgebirgswölfe als zur Unterart Canis lupus chanco gehörend.
Als Lebensraum der genetisch untersuchten Tiere werden alpine Grasländer und Steppen, teilweise gemischt mit Hochgebirgswäldern, angegeben. Andere im selben Lebensraum verbreitete Großprädatoren sind Schneeleopard (Panthera uncia), Rotfuchs (Vulpes vulpes), Tibetfuchs (Vulpes ferrilata), Pallaskatze (Otocolobus manul), Eurasischer Luchs (Lynx lynx), Braunbär (Ursus arctos) und verwilderte Haushunde. Nach den Beobachtungen in Indien leben die Hochgebirgswölfe trotz der großen Meereshöhe nur auf den Hochplateaus. Steilere Hänge werden gemieden. Präsenz von Menschen im Lebensraum wirkt nicht abschreckend.
Bei den genetischen Untersuchungen wurde eine besondere Adaptation der Tibetischen Wölfe an das Leben im Hochgebirge nachgewiesen. Demnach sind diese besonders gut an Hypoxie, also mangelhafte Versorgung mit Sauerstoff aufgrund der Hochgebirgsluft, angepasst. Diese Anpassung, die bei keiner anderen genetischen Linie des Wolfs gefunden werden konnte, könnte ein Schlüsselmerkmal für den Erfolg der Unterart sein. Dieselbe Besonderheit fand sich beim in denselben Höhen lebenden Hütehund (Tibetmastiff oder Do Khyi). Es wird angenommen, dass diese sie durch Einkreuzen (genetische Introgression), also Paarungen zwischen Haushunden und Tibetischen Wölfen in der Vergangenheit, von diesen erworben haben.

## Beziehungen zum Menschen
Die Wölfe des Himalaya ernähren sich, wenn sie Gelegenheit dazu haben, auch von Haustieren (Weidevieh) in menschlicher Obhut, wodurch es zu Konflikten mit Weidetierhaltern kommt. Befragungen von Weidetierhaltern in Nepal ergaben substantielle Verluste durch Wolfsangriffe auf Herden und damit eine sehr negative Einstellung der lokalen Bevölkerung den Wölfen gegenüber.
Obwohl also Bestandsbedrohungen des Tibetischen Wolfs durchaus plausibel sind, liegen keine langfristigen Untersuchungen zum Bestandestrend vor. Auch der mögliche Status einer Gefährdung oder Bedrohung ist unbekannt. Grund dafür sind vor allem die taxonomischen Probleme.